# Klaus-Martin Groth
Klaus-Martin Groth (* 1948 in Uelzen) ist ein deutscher Jurist und politischer Beamter im Ruhestand. Er war von 1989 bis 1991 Staatssekretär in der Berliner Senatsverwaltung für Stadtentwicklung und Umweltschutz sowie von 2000 bis 2007 Richter des Berliner Verfassungsgerichtshofes.

## Leben
Groth studierte Rechts-, Politik- und Wirtschaftswissenschaften in Freiburg und Berlin. Anschließend machte er das Referendariat in Berlin und eine Promotion zum Dr. rer. pol. an der Freien Universität Berlin. Danach war er Richter am Verwaltungsgericht Berlin und später Gruppenleiter im Hessischen Umweltministerium und Umweltdezernent der Landeshauptstadt Hannover. Seit 1991 ist er als Rechtsanwalt in der Kanzlei Gaßner, Groth, Siederer & Coll. tätig. Er war zudem von 1989 bis 1991 Staatssekretär in der Senatsverwaltung für Stadtentwicklung und Umweltschutz im Senat Momper. Außerdem war er von 2000 bis 2007 Richter am Verfassungsgerichtshof des Landes Berlin. Er wurde von den Berliner Grünen vorgeschlagen.
Seit 2012 ist er Mitglied des Stiftungsrates der Stiftung Naturschutz Berlin, entsandt von der Fraktion Bündnis 90/Die Grünen Berlin.